# Elezioni comunali in Trentino-Alto Adige del 2014
Le elezioni comunali in Trentino-Alto Adige del 2014 si sono tenute il 9 marzo, il 4 maggio e il 16 novembre per il rinnovo di 18 consigli comunali.

## Riepilogo sindaci eletti
Coalizione di centro-sinistra
     Südtiroler Volkspartei
| Provincia | Comune  | Sindaco uscente | Sindaco uscente              | Sindaco eletto | Sindaco eletto    | Primo turno | Primo turno | Secondo turno | Secondo turno | Seggi   |
| Provincia | Comune  | Sindaco uscente | Sindaco uscente              | Sindaco eletto | Sindaco eletto    | Voti        | %           | Voti          | %             | Seggi   |
| --------- | ------- | --------------- | ---------------------------- | -------------- | ----------------- | ----------- | ----------- | ------------- | ------------- | ------- |
| Trento    | Arco    |                 | Paolo Mattei                 |                | Alessandro Betta  | 5.567       | 68,98       | —             | —             | 16 / 22 |
| Bolzano   | Brunico |                 | Christian Tschurtschenthaler |                | Roland Griessmair | 4.003       | 57,30       | —             | —             | 16 / 27 |